# Radziszów (gmina)
Radziszów – dawna gmina wiejska istniejąca w latach 1934–1941 w woj. krakowskim (dzisiejsze woj. małopolskie). Siedzibą władz gminy był Radziszów.
Gmina zbiorowa Radziszów została utworzona 1 sierpnia 1934 roku w powiecie krakowskim w woj. krakowskim z dotychczasowych jednostkowych gmin wiejskich Borek Szlachecki, Buków, Gołuchowice, Jurczyce, Krzęcin, Kulerzów, Ochodza, Polanka-Haller, Radziszów, Rzozów i Zelczyna.
1 czerwca 1941, podczas okupacji hitlerowskiej, gmina została zniesiona wchodząc w skład nowo utworzonej gminy Skawina.